# Nikołaj Michalow
Nikołaj Aleksiejewicz Michalow, ros. Николай Алексеевич Михалёв (ur. 1934, Rosyjska FSRR) – rosyjski piłkarz, grający na pozycji obrońcy lub pomocnika, trener piłkarski.

## Kariera piłkarska
W 1953 rozpoczął karierę piłkarską w Spartaku Kalinin. Potem występował w drużynie miasta Stupino oraz w klubie Trud Nogińsk. W 1962 bronił barw Rakiety Gorki. W 1964 został zaproszony do Tawrii Symferopol. W 1965 przeszedł do Chimika Dzierżyńsk, w którym zakończył karierę piłkarza.

## Kariera trenerska
Po zakończeniu kariery piłkarza rozpoczął pracę szkoleniowca. W 1967 pomagał trenować Torpedo Podolsk. W latach 1970–1971 prowadził Spartak Sarańsk, a w 1972 Maszynostroitiel Psków. W 1973 objął stanowisko głównego trenera ukraińskiego klubu Awanhard Równe. W 1974 kierował kazachskim zespołem Spartak Siemipałatinsk. W 1980 pomagał trenować Mietałłurg Lipieck.